# General Aircraft GAL.48 Hotspur

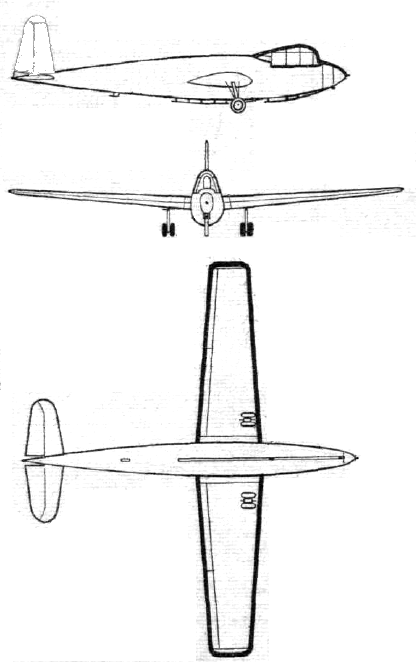
General Aircraft G.A.L. 48 Hotspur

El General Aircraft GAL.48 Hotspur fue un planeador militar diseñado y construido por la compañía británica General Aircraft Limited durante la Segunda Guerra Mundial. Con la creación de las fuerzas aerotransportadas en el año 1940 por parte del Primer ministro del Reino Unido Winston Churchil, se decidió que los planeadores serían el medio utilizado para desplegar tropas aerotransportadas al campo de batalla. La compañía General Aircraft Limited recibió un contrato en junio de 1940 por parte del Ministerio para la Producción de Aeronaves para el diseño y producción de un planeador que pudiera ser utilizado por los paracaidistas, y que acabó convirtiéndose en el Hotspur.
Aunque inicialmente fue concebido como planeador de asalto que requería de un diseño compacto, un cambio repentino en la filosofía táctica en lo referente al uso de pequeños grupos de asalto enviados a la batalla, supuso que el Hotspur sufriera limitaciones en su diseño, por lo que acabó siendo relegado a misiones de entrenamiento, en las que destacó y se convirtió en el entrenador básico para la formación de tripulaciones.

## Variantes
Hotspur Mk I
Primeros prototipos del Hotspur. Se construyeron 18 unidades.
Hotspur Mk II
Modelo de producción, que contaba con diversas modificaciones, como una envergadura reducida, la inserción de alerones, distinta disposición de los asientos, puertas laterales, paracaídas de frenado, y mayor tamaño de la carlinga gracias al alargamiento del fuselaje.
Hotspur Mk III
Modelo de producción que contraba con controles de vuelo e instrumentación duplicada para tareas de enseñanza, además de refuerzos externos en el estabilizador.
Twin Hotspur
Dos fuselajes estándar del Hotspur junto con paneles alares exteriores unidos, compartiendo una sección central común y el estabilizador de cola. Esta variante no llegó a entrar en producción, fabricándose únicamente un prototipo.

## Operadores
Canadá
- Fuerza Aérea Real Canadiense

 Estados Unidos
- Armada de los Estados Unidos
- Fuerza Aérea del Ejército de los Estados Unidos

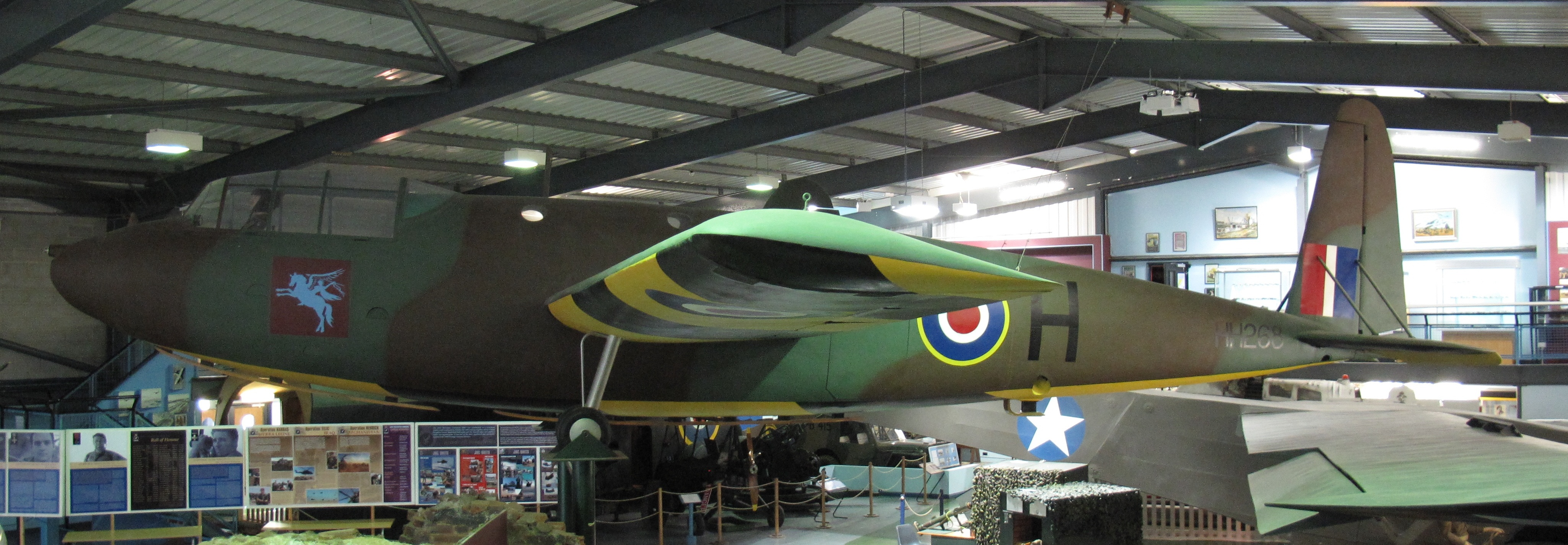
Réplica del General Aircraft GAL.48 Hotspur expuesto en el Museum of Army Flying de Hampshire, Reino Unido.

 Reino Unido
- Ejército británico
- Royal Air Force

## Supervivientes
Una réplica de un Hotspur mark II (HH268) se encuentra en exhibición en el Museum of Army Flying de Hampshire, Reino Unido. También la parte frontal del fuselaje de un Hotspur se conservaba en el Parachute Regiment And Airborne Forces Museum en Aldershot, hasta que el mismo cerró en 2007, pero está previsto que acaben trasladándolo al Museo Imperial de Guerra de Duxford.

### Aeronaves similares
- DFS 230
- Gotha Go 242
- Waco CG-4A
- Airspeed AS.51 Horsa
- General Aircraft Hamilcar
- Slingsby Hengist
- Antonov A-7
- Gribovski G-11